# Carinhoso
Carinhoso est l'une des œuvres les plus importantes de la musique populaire brésilienne. Elle a été composée par Pixinguinha entre 1916 et 1917, mais enregistré pour la première fois en 1928, avec seulement la partie instrumentale.
Plus tard, Carinhoso est rééditée avec des paroles de João de Barro et chantée par Orlando Silva en 1937, et connaît un grand succès commercial,.
En 1950, la chanson reçut une version anglaise intitulée Love Is Like This, composée par Ray Gilbert pour le film Voyage à Rio. L'interprétation a été réalisée par la protagoniste du film, Jane Powell. Carinhoso est redevenu un énorme succès romantique dans les années 1970 lorsqu'un réenregistrement a été choisi comme chanson thème du feuilleton TV Globo Carinhoso, mettant en vedette les stars du genre Regina Duarte et Cláudio Marzo et mettant en vedette Débora Duarte comme principal antagoniste.
En 2009, elle était considérée comme la troisième plus grande chanson brésilienne selon le magazine Rolling Stone Brasil,.
En 2021, selon une enquête de l'Ecad, la chanson comptait 411 enregistrements enregistrés, ce qui en fait la chanson brésilienne la plus réenregistrée dans le pays de tous les temps.